# Тіна Деніелс
Тіна Деніелс (англ. Teahna Daniels, нар. 25 березня 1997) — американська легкоатлетка, яка спеціалізується в спринті, чемпіонка світу серед юніорів.
На чемпіонаті світу-2019 здобула «бронзу» в естафеті 4×100 метрів та була сьомою в бігу на 100 метрів.

## Кар'єра
| Рік             | Змагання                     | Місце проведення | Місце           | Дисципліна            | Результат       | Примітки        |
| Представник США | Представник США              | Представник США  | Представник США | Представник США       | Представник США | Представник США |
| --------------- | ---------------------------- | ---------------- | --------------- | --------------------- | --------------- | --------------- |
| 2019            | Чемпіонат світу              | Доха, Катар      | 7               | біг на 100 метрів     | 11.19           |                 |
| 2019            | Чемпіонат світу              | Доха, Катар      | 3               | естафета 4×100 метрів | 42.10           |                 |
| 2021            | Олімпійські випробування США | Юджин, США       | 2               | біг на 100 метрів     | 11.03           |                 |
| 2021            | Олімпійські ігри             | Токіо, Японія    | 7               | біг на 100 метрів     | 11.02           |                 |
| 2021            | Олімпійські ігри             | Токіо, Японія    | 2               | естафета 4×100 метрів | 41.45           | SB              |